# Anthela brunneilinea
Anthela brunneilinea là một loài bướm đêm thuộc họ Anthelidae. Loài này được tìm thấy trong Quần đảo Kei.